# Pierre Jacques Nicolas Rolland
Pour les articles homonymes, voir Rolland.
Le baron Pierre-Jacques-Nicolas Rolland, né à Brest le 17 juin 1769 et mort à Paris le 9 décembre 1837, était un ingénieur constructeur naval français connu notamment pour avoir conçu le navire Louqsor et le programme adopté pour le transport de l’obélisque de Louxor d’Égypte à Paris (1831-34).

## Biographie
Fils de Pierre Nicolas Rolland, ingénieur constructeur au port de Brest, et de Anne Nicole Payen, il épousa le 5 avril 1796 Louise Paule Charlotte Pouget Des Mareilles.
Le jeune Rolland débuta comme élève ingénieur en 1785. Sorti de l’école des constructions, il fut attaché au port de Brest comme sous-ingénieur en 1790 ; y resta jusqu’en 1793, et reçut, à cette époque, l’ordre de se rendre à Toulon où il servit comme ingénieur ordinaire jusqu’en 1795. Nommé ingénieur en chef de l’escadre sous les ordres du vice-amiral Pierre Martin, M. Rolland embarqua sur le vaisseau Orient et prit part au combat livré le 14 mars de la même année à l’escadre anglaise lors de la bataille de Gênes. Sa conduite dans cette affaire lui mérita les éloges de l’amiral ainsi que les attestations les plus honorables des officiers de la marine qui se trouvaient à bord du même vaisseau.
Il est affecté ensuite à Rochefort où il s'illustre auprès de Denis Decrès en lançant en 1802 et 1803 les vaisseaux République française, 118, et Magnanime, 74. Promu ingénieur de 1re classe le 10 juillet 1804 et chef du génie maritime de 19 avril 1804 à 1811, il active les constructions navales du port de Rochefort et crée un nouveau chantier à Bordeaux. Remarqué par Napoléon Ier en 1809, il est nommé membre du Conseil des constructions navales lorsque ce dernier est créé le 29 mars 1811 et en restera membre jusqu'à sa dissolution le 18 mai 1814. Il est également nommé inspecteur général adjoint près du baron Jacques-Noël Sané. En 1811, Rolland est désigné par l’empereur pour parcourir la Hollande, afin de comparer les constructions hollandaises aux constructions françaises, et recueillir tous les renseignements utiles à la marine impériale.
Rolland est l'ingénieur naval qui eut la responsabilité du chantier de construction du vaisseau de 74 canons Le Duguay-Trouin d'après les plans de JN Sané. Ce vaisseau sera lancé à l'arsenal de Rochefort le 25 mars 1800. 
Ce navire participa à la bataille de Trafalgar le 21 octobre 1805 et est capturé par la marine britannique le 4 novembre 1805 au Cap Ortégal donc après seulement cinq ans de navigation.

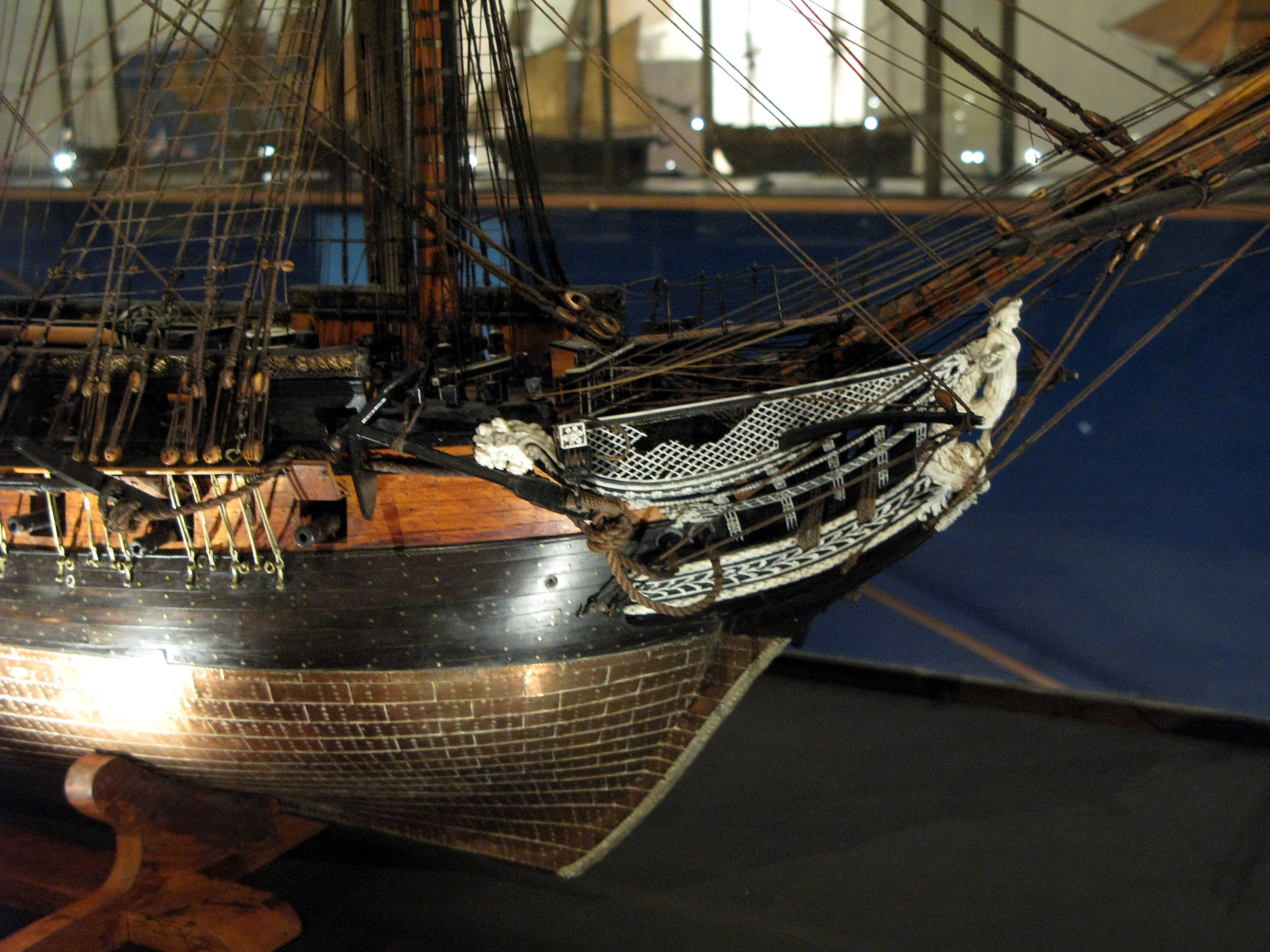
Maquette de la Flore au Musée national de la Marine à Paris.

En 1817, il succède au baron Sané comme inspecteur général du génie maritime, fonctions qu'il conserve jusqu'à sa mort : on lui doit notamment une uniformisation des méthodes de travail, la mise en place d'une formation professionnelle à l'origine de la création des écoles de maistrance, la modernisation du matériel de la marine, les frégates de classe Armide (1804), dont la Flore (en), et la conception du navire et du transport à Paris de l'obélisque de Louxor.
Membre de la Commission consultative des travaux de la marine en 1824, il est créé baron par Charles X par ordonnance royale du 18 septembre 1825. Il devient également membre du conseil des travaux de la marine en 1831. Malade, il demande en 1836 sa mise à la retraite. Par une lettre du 22 août 1837 au ministre, il fait don à l'État et à sa nièce, Perrine Rolland, de ses archives et de sa collection de plans et dessins. En remerciement, le ministre Claude du Campe de Rosamel accordera à sa veuve une gratification de 2 500 F.

## Honneurs & hommages
Chevalier de la Légion d'honneur le 15 juin 1804, officier le 18 août 1814, commandeur le 26 avril 1831, le baron avait été fait chevalier de l'ordre royal et militaire de Saint-Louis en 1817, et de Saint-Michel.
Une corvette à vapeur de 1re classe, le Rolland, fut nommée après lui. Mis sur cale le 6 août 1845 aux chantiers navals de Toulon et lancé cinq ans plus tard, le bâtiment long de 55 mètres et déplaçant 1300 tonnes ne sera rayé du service actif que le 2 mai 1870.